# Christian Bogner
Christian Bogner (* 1955 in Herford) ist ein deutscher Straftäter und langjähriger Strafgefangener. Sein ursprünglicher Name ist Bernhard Lenz.
Am 26. Oktober 2004 tötete er den Gärtner Engelbert Danielsen, um dessen Identität anzunehmen. Bogner wurde am 30. Oktober 2004 gefasst und wird ob seiner Gefährlichkeit und seiner Fluchten regelmäßig in Sicherheitsstationen verschiedener Justizvollzugsanstalten in Niedersachsen verlegt.
Im jüngsten Fall wurde seine Flucht Thema des Landtagswahlkampfes in Schleswig-Holstein. Von der Springer-Presse (Hamburger Abendblatt, Die Welt, Lübecker Nachrichten) wurde Bogner der Ausbrecherkönig genannt. Bogner ist fünfmal aus Gefängnissen, zweimal aus Haftkrankenhäusern und einmal aus einem Gerichtssaal entkommen. Er hat bis heute weit mehr als die Hälfte seines Lebens im Gefängnis verbracht.

## Erste Straftaten
In den 1970er Jahren lebte Bogner in einem Mehrfamilienhaus in der Herforder Altstädter Feldmark, wo er zweimal die in der Nähe gelegene Filiale der Sparkasse Herford überfiel. Wegen dieser und weiterer Banküberfälle verbüßte er seine erste Haftstrafe. Nachdem 1995 sein Schulfreund Thomas Ranke verschwunden war, lebte Bogner mehrere Monate unter Rankes Identität in Ostdeutschland, wo er durch die Ermittlungstätigkeit von Rankes Schwager festgenommen wurde. Der Mord an Ranke konnte Bogner nicht nachgewiesen werden. Die Strafe für die Banküberfälle saß er in der Justizvollzugsanstalt Lübeck ab.

## Flucht aus der Justizvollzugsanstalt Lübeck
In den frühen Morgenstunden des 26. Oktober 2004 gelang ihm die Flucht aus der Justizvollzugsanstalt Lübeck. Mit Hilfe eines Gabelstaplers und einer in der Anstaltsschlosserei selbst produzierten Leiter drang er über die mit Stacheldraht und High-Tech-Sensoren teuer aufgerüstete Gefängnismauer in den Außenbereich vor. Bogner fuhr mit einer direkt in der Nähe der Anstalt abgestellten angemieteten Limousine der Marke Mercedes-Benz E-Klasse in den Bezirk Lübeck-Kücknitz, wo er sich bis etwa 13 Uhr aufgehalten haben soll. Vermutlich hat er dort auch seine Kleidung gewechselt. Seine Flucht setzte er mit Jackett und Krawatte fort. Ein Zeuge will Bogner kurz nach dem Ausbruch in einem Lübecker Café gesehen haben. Dort habe er eine halbe Stunde lang gefrühstückt. Bogner soll das Café abrupt verlassen haben, nachdem im Radio eine Meldung über seine Flucht zu hören gewesen sei.

## Mord
Anschließend suchte er laut Polizeiangaben die Eutiner Wohnung des arbeitslosen Landschaftsgärtners Engelbert Danielsen auf und fuhr mit diesem vermutlich gegen 14 Uhr über die Autobahn in Richtung Hamburg. Nach den bisherigen Ermittlungen der Staatsanwaltschaft soll Bogner Danielsen eine Arbeit im Raum Sindelfingen versprochen haben. Bogners Bruder soll beide laut Anklage zusammengebracht haben. Bogner selbst gibt an, Danielsen am Nachmittag am Hamburger Hauptbahnhof abgesetzt zu haben. Danach habe er sich in den Raum Egestorf in der Nordheide (Landkreis Harburg) begeben, um sich dort Banken anzusehen, vermutlich für später geplante Überfälle. Tatsächlich konnte sicher ermittelt werden, dass er sich um etwa 17 Uhr im Bereich Salzhausen (Nordheide) aufgehalten hat. Zu diesem Zeitpunkt war Danielsen nach Polizeiangaben bereits tot. Die Mordkommission geht davon aus, dass Bogner sein Opfer noch am Nachmittag getötet hat. Laut Anklage wollte er Danielsens Identität annehmen und untertauchen.

## Festnahme
Nach verdeckt geführten Ermittlungsmaßnahmen unter Leitung der Zielfahndung des Landeskriminalamtes Schleswig-Holstein wurde Christian Bogner am 30. Oktober 2004 gegen 9.40 Uhr durch Beamte des Kieler Mobilen Einsatzkommandos sowie des Eutiner Spezialeinsatzkommandos auf der Trappenstraße im Lübecker Stadtteil St. Lorenz-Nord festgenommen. Bogner war nicht bewaffnet, schien überrascht und leistete keinen Widerstand. Auch das Fluchtfahrzeug, das Bogners Bruder organisiert haben soll, wurde durchsucht. Eine Schaufel, ein Spaten und Kabelbinder, die sich unmittelbar vor der Flucht darin befunden haben sollen, wurden darin nicht gefunden. Bogner wurde zunächst erneut in die Justizvollzugsanstalt Lübeck, später dann in die JVA Oldenburg verbracht.

## Reaktionen
Der Ausbruch am 26. Oktober 2004 löste heftige Reaktionen aus. Er wurde Thema im schleswig-holsteinischen Landtagswahlkampf 2005, in dem CDU-Kandidat Peter Harry Carstensen die damalige Ministerpräsidentin Heide Simonis (SPD) nach dem Ausbruch aufforderte, die Zustände innerhalb der JVA Lübeck-Lauerhof zur Chefsache zu machen. Justizministerin Anne Lütkes (Bündnis 90/Die Grünen) wies Rücktrittsforderungen der FDP und CDU zurück. Sie lehnte eine persönliche Verantwortung ab und leitete stattdessen Disziplinaruntersuchungen gegen Mitarbeiter der Anstalt ein. Die Gewerkschaft der Polizei (GdP) übte anschließend scharfe Kritik am Kieler Justizministerium, das schon lange über Sicherheitsdefizite wegen Personalmangels – explizit in der Schlosserei – informiert gewesen sei.

## Prozess
Am 12. August 2006 begann der Gerichtsprozess gegen Bogner und seinen Bruder Martin Lenz beim Landgericht Lübeck. Bogner war wegen Mordes an dem Gärtner Danielsen angeklagt. Lenz war wegen Gefangenenbefreiung und Beihilfe zum Mord angeklagt. Wegen der Gefährlichkeit Bogners fand der Prozess unter strengen Sicherheitsvorkehrungen statt: Bogner wurde in Hand- und Fußfesseln vorgeführt, sein Bruder in Handfesseln. 47 Zeugen sollten in dem Prozess befragt werden. Im Schlussplädoyer beantragte die Staatsanwaltschaft, Bogner zu lebenslanger Haft mit anschließender Sicherungsverwahrung zu verurteilen. Am darauffolgenden Verhandlungstag forderte die Verteidigung Freispruch, denn der Mord an Danielsen sei Bogner nicht nachzuweisen.

## Urteil
Am 5. September 2006 wurde Christian Bogner zu lebenslanger Haft mit anschließender Sicherungsverwahrung verurteilt. Das Gericht sah es als erwiesen an, dass Bogner, um eine neue Identität zu erlangen, Danielsen in eine Falle gelockt und getötet hatte. Das Gericht stellte eine besondere Schwere der Schuld Bogners jedoch nicht fest, da der Ablauf der eigentlichen Tötungshandlung nicht festgestellt werden konnte. Die durch Bogner gegen das Urteil beim Bundesgerichtshof eingelegte Revision wurde abgelehnt; das Urteil war somit nach Ausschöpfung der Rechtsmittel rechtskräftig.
Bogners Bruder wurde am gleichen Tag zu drei Jahren und drei Monaten Haft wegen Beihilfe zum Mord und wegen Gefangenenbefreiung verurteilt.

## Presseartikel
- Es war sein achter Ausbruch. In: Hamburger Abendblatt. 28. Oktober 2004
- Michael Fröhlingsdorf: Gefährliches Chamäleon. In: Der Spiegel. 12/2005, 21. März 2005, S. 52–56
- Gärtner getötet – Mordanklage. In: Hamburger Abendblatt. 21. April 2005
- Mordprozeß gegen Ausbrecherkönig Bogner. In: Die Welt. 14. Juni 2005
- Ausbrecher tötete seinen Doppelgänger In: Hamburger Abendblatt. 14. Juni 2005

| Personendaten    | Personendaten                |
| ---------------- | ---------------------------- |
| NAME             | Bogner, Christian            |
| ALTERNATIVNAMEN  | Lenz, Bernhard (Geburtsname) |
| KURZBESCHREIBUNG | deutscher Schwerverbrecher   |
| GEBURTSDATUM     | 1955                         |
| GEBURTSORT       | Herford                      |